# Percy Lee Gassaway
Percy Lee Gassaway, född 30 augusti 1885 i Waco i Texas, död 15 maj 1937 i Coalgate i Oklahoma, var en amerikansk demokratisk politiker. Han var ledamot av USA:s representanthus 1935–1937.
Gassaway studerade juridik och inledde 1918 sin karriär som advokat i Coalgate. Han var dessutom verksam som ranchägare. År 1935 efterträdde han Thomas D. McKeown som kongressledamot och efterträddes 1937 av Lyle Boren. Gassaway avled senare samma år och gravsattes på Coalgate Cemetery.